# Eurocard
Ne doit pas être confondu avec Eurocard (circuit imprimé).

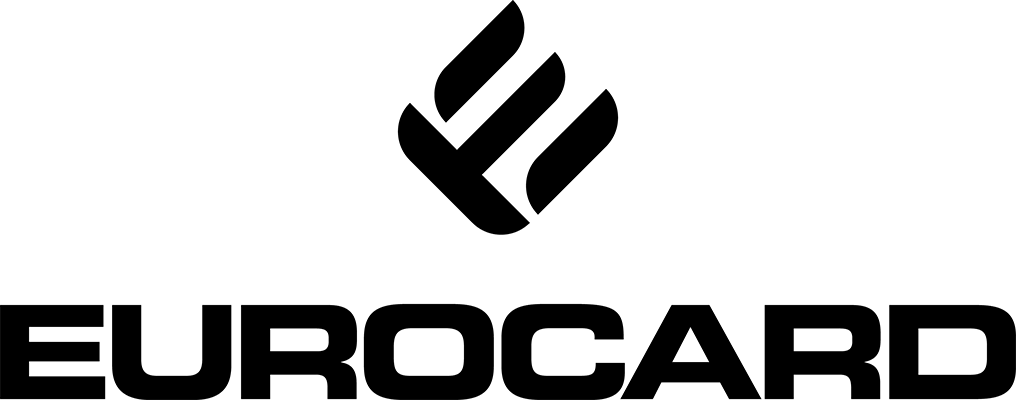
Logo Eurocard

Eurocard est une carte de crédit introduite en 1964 par un banquier suédois appartenant à la famille Wallenberg. Elle était destinée à être une alternative à American Express.

## Histoire
En 1965, l'organisme Eurocard International N.V. est créé à Bruxelles. Il prend la forme d'une association à but non lucratif dont le but est de fédérer les banques européennes. Son entité opérationnelle, quant à elle, s'appelle European Payment System Services.
En 1968, Eurocard International et MasterCard International entrent dans une alliance stratégique, stipulant que les moyens de paiement de chacun sont acceptés dans le réseau de paiement de l'autre. Cette alliance a permis à MasterCard de faire fonctionner ses cartes de crédit dans tout le réseau européen, tandis que l'Eurocard était acceptée dans le monde entier. Eurocard International a obtenu la seule licence existante pour l'utilisation des cartes de crédit MasterCard en Europe.
En 1992, Eurocard International N.V., Eurocheque (en) International C.V. et Eurocheque International Holding N.V. procèdent à une fusion. Il en sort une seule compagnie, Europay International (en) S.A., dont le siège social, qui se trouve à Waterloo en Belgique, héberge également les divisions Europe, Moyen-Orient et Afrique de la compagnie MasterCard International, ainsi que le centre commun Eurocard-MasterCard, Maestro International.
En 2002, Europay International et MasterCard International fusionnent. Le nom Europay disparaît au bénéfice de celui de la nouvelle organisation, baptisée MasterCard Worldwide, dont le siège social (qui se situe toujours à Waterloo) prend le nom de MasterCard Europe.
En 2008, la banque suédoise Skandinaviska Enskilda Banken reprend le nom Eurocard.
Depuis sa création, la carte Eurocard a toujours été la marque dominante sur le marché de la carte de crédit dans les pays d'Europe centrale, notamment l'Allemagne, les Pays-Bas et l'Autriche. Elle a eu moins de succès en Europe de l'Ouest, notamment en France et en Espagne, où c'est Visa qui a pris l'essentiel du marché.

## Aujourd'hui
Depuis 2008, le nom Eurocard existe en combinaison avec celui de MasterCard en tant que nom de produit. Cela signifie qu'il est toujours utilisé ou utilisable sur les cartes, bien que seul le logo MasterCard soit affiché dans les commerces qui acceptent les cartes de ce type. Quant au logo Eurocard, il n'est plus utilisé de nos jours. L'utilisation du nom Eurocard en tant que marque pour les cartes MasterCard est réservée aux pays scandinaves et aux pays baltes. Dans les autres pays européens, la marque a été totalement remplacée par celle de MasterCard.